# 영천초등학교 (제주)
영천초등학교는 대한민국 제주특별자치도 서귀포시 516로 447-10 (상효동)에 있었던 공립 초등학교이다.

## 연혁
- 1962년 4월 6일 설립인가
- 1962년 4월 25일 토평국민학교 영천분교장 개교
- 1970년 3월 13일 영천국민학교 승격
- 1985년 9월 1일 병설유치원 개원
- 1996년 3월 1일 영천초등학교로 개칭
- 2002년 3월 1일 토평초등학교와 통합